# 水嶋洋子
水嶋 洋子（みずしま ようこ、1978年2月18日 - ）は、日本のタレント、ファッションモデルである。本名および旧芸名は田嶋 洋子（たじま ようこ）。血液型はAB型。趣味は海釣り、スキー。
女性雑誌『ViVi』、『with』の専属モデルを務めた他、 ロート製薬の目薬 『養潤水』のCMに出演した。
1998年（平成10年）から、TBSの深夜バラエティ番組 『ワンダフル』の「ワンダフルガールズ（ワンギャル）」（第2期）に加入。同番組にレギュラー出演し、天然ボケ系のキャラで人気となった。
芸名は、デビュー当時から「ワンギャル」として活躍していた当時までは、本名である「田嶋洋子」の名前で、のちに、女性活動家・参議院議員（当時）の田嶋陽子との混同を避けるために「田嶋ようこ」に改名、さらにその後現在の「水嶋洋子」に改めた。

## 出演

### テレビ番組
- 『29歳の憂うつ パラダイスサーティー』（2000年4月 - 7月、テレビ朝日） - 金城順子 役
- 『ViViVi2』（2000年5月 - 9月、よみうりテレビ） ※不定期出演
- 『若菜の女塾』 （2001年10月 - 12月、テレビ東京）
- 『PLANET FEATURE』（2002年2月 - 、仙台放送・テレビ静岡）
- 『生でGONG2』（2003年4月6日 - 、SKY PerfecTV! ch301 FIGHTING TV サムライ） ※毎週日曜日出演

### その他
- 2001年度AKIBAXイメージガール
- 連載「パソコンが好きだ!」（週刊アスキー）
- 「フレッツスクエアニュース」キャスター（2003年3月14日配信分より）